# Johann Baptist Singenberger
Johann Baptist Singenberger (* 25. Mai 1848 in Kirchberg SG; † 29. Mai 1924 in Milwaukee als John Singenberger) war ein Schweizer Komponist, Kirchenmusiker, Musikpädagoge und Herausgeber.

## Leben
Johann Baptist Singenberger wurde am 25. Mai 1848 in Kirchberg im Kanton St. Gallen geboren. Er besuchte das Seminar St. Georgen in St. Gallen, wo er sich mit Sebastian Gebhard Messmer, dem späteren Erzbischof von Milwaukee, anfreundete. Nachdem beide das Seminar im Jahr 1861 beendet hatten, setzte Singenberger seine Ausbildung am Jesuitenkolleg Stella Matutina in Feldkirch fort, wo er Klavier, Orgel und Komposition, u. a. bei Winnebald Briem studierte.
Weitere Studien führten ihn zu Carl Greith, einem weithin anerkannten Komponisten geistlicher Werke, an die Universität Innsbruck. Der ebenfalls aus der Schweiz stammende Greith bildete gemeinsam mit dem Gründer des Allgemeinen Deutschen Cäcilienvereins, Franz Xaver Witt, Heinrich Oberhoffer und Utto Kornmüller das Referentenkollegium dieses Vereines, das im Cäcilienvereinskatalog musikalisch und liturgisch für den Gottesdienst geeignete Kompositionen empfahl.
Singenberger setzte 1872 seine Studien bei Witt selbst, den er wahrscheinlich bereits bei dessen Reise nach Gaschurn und Feldkirch 1871 kennengelernt hatte, fort. Während seines Aufenthaltes in Regensburg wurde Singenbergers erste Sammlung von Hymnen durch das dem Verein eng verbundene Verlagshaus Pustet veröffentlicht. Diese Veröffentlichung begründete eine lebenslange Freundschaft zwischen Singenberger und der Familie Pustet.
Im April 1873 emigrierte Singenberger in die USA, wo er fortan als Professor der Musik an der Katholischen Normalschule in St. Francis (Wisconsin) wirkte. Bald nach seiner Ankunft in den USA gründete er den Amerikanischen Cäcilienverein, einen Vorgänger der Church Music Association of America, dessen Vorsitz er für mehr als dreißig Jahre übernahm. Mit diesem Verein sollte auch in den Vereinigten Staaten die Kirchenmusik nach den Idealen seines Freundes und Lehrers Franz Xaver Witt und dem Vorbild des von ihm gegründeten Vereins verbessert werden. Singenberger war außerdem Mitglied des von Michael Hermesdorff gegründeten Vereins zur Erforschung alter Choralhandschriften. Nachdem dieser Pläne, die von ihm in Trier herausgegebene Zeitschrift Cäcilia ins Englische übersetzt auch in Amerika erscheinen zu lassen, verworfen hatte, gründete Singenberger eine eigene Zeitschrift gleichen Namens als Vereinsorgan des amerikanischen Vereines. Diese monatlich erscheinende Zeitschrift stand für mehr als 50 Jahre unter seiner Schriftleitung.
Für seine Verdienste wurde Singenberger von Papst Leo XIII mit dem Gregoriusorden ausgezeichnet.